# Clemens Erlsbacher
Clemens Erlsbacher (Innsbruck, 26 agosto 1993) è un ex giocatore di football americano austriaco, che ha giocato come wide receiver.